# Steph Houghton
Steph Houghton (Durham, 1988. április 23. –) MBE, világbajnoki bronzérmes angol női válogatott labdarúgó, az angol Manchester City védője. Többszörös bajnok, kupa és a ligakupa győztes. A labdarúgásért tett szolgálatai elismeréseként 2016-ban a Brit Birodalom Rendjének tagjává nevezték ki.

## Pályafutása

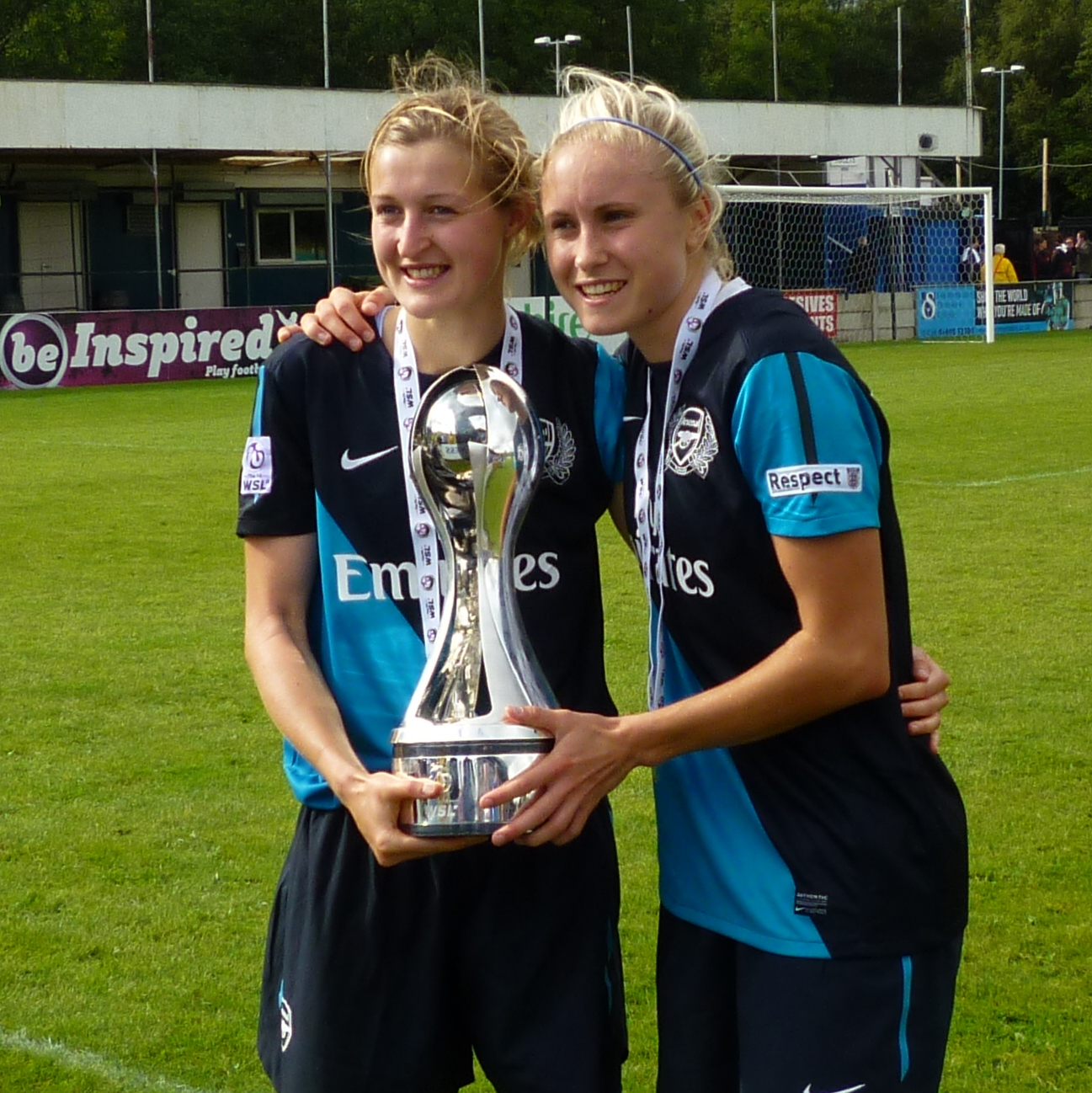
Ellen White és Steph Houghton a bajnoki trófeával 2011-ben.

South Hettonben nőtt fel és ötévesen már elkötelezte magát a labdarúgás mellett. Iskolájában a barátaival focizott és mindig a legtöbbet próbálta kihozni magából a többségben fiúkkal játszott meccseken.

### Klubcsapatokban

#### Sunderland
Tanulmányait követően került a Sunderland akadémiájára, ahol 14 évesen már bemutatkozhatott a Northern Divisionben. A 2005-ös idényben bajnoki címet szereztek, egy esztendővel később pedig az év legjobb fiatal játékosává választották az első osztályban. Miután a bajnokság végén csapata búcsúzni kényszerült az élvonaltól, Houghton az Arsenal WFC és az Everton ajánlatát visszautasítva a Leeds United együtteséhez szerződött.

#### Leeds United
Három szezont töltött Leedsben és 2008-ban kupadöntőt játszhatott, de az Arsenal 4–1 arányban győzte le csapatát. 2010-ben a ligakupában viszont sikerült abszolválniuk az Everton elleni döntőt. 
Az FA 2010-ben új profi liga létrehozását helyezte kilátásba, a Leeds azonban nem nyújtott be licensz kérelmet, így Houghton távozott West Yorkshire-ből és London felé vette az irányt.

#### Arsenal
2010. augusztus 10-én írt alá az Arsenalhoz, akikkel 2011-ben bajnokságot és kupát nyertek, 2012-ben pedig tripláztak és a bajnoki cím mellé a kupát és a ligakupát is begyűjtötte, ráadásul az utóbbi sorozatban a mérkőzés 2. percében fejjel talált a Bristol hálójába. Utolsó évében kupa és ligakupa került vitrinjébe.

#### Manchester City
A Cityvel hároméves szerződést kötött 2013 decemberében és 2014. január 1-én csatlakozott az újonnan feljutott klubhoz. A City nem titkoltan a bajnokság meghatározó csapatai közé kívánt kerülni és Houghton tökéletesen illett az égszínkékek elképzeléseibe. Érkezése után megkapta a csapatkapitányi karszalagot és azóta egy bajnoki címet, négy bajnoki ezüstérmet, három kupa- és három ligakupa győzelmet abszolvált vezetésével csapata. 2020. január 24-én újabb két szezonra kötelezte el magát.

### A válogatottban

#### Anglia
Miután végigjárta az összes utánpótlás válogatottat, 2007 márciusában Emily Westwood cseréjeként léphetett első alkalommal pályára a Háromoroszlánosok mezében az Oroszország elleni világbajnoki selejtező mérkőzésen. Pár nappal később Skócia ellen már kezdőként kapott lehetőséget, azonban a világbajnoki kerethirdetés után néhány nappal lábát törte, így kénytelen volt a világbajnoki küzdelmeket kihagyni. Felépülését követően keresztszalag szakadást szenvedett, amely a 2009-es Európa-bajnokságon való részvételét tette lehetetlenné. Egyike volt annak a 17 játékosnak, akiknek az Angol labdarúgó-szövetség 2009-ben négyéves szerződést ajánlott fel.
A svédországi Európa-bajnokság mindhárom mérkőzésén pályára lépett, a válogatott azonban a csoportkörben elvérzett. Később Houghton hatalmas csalódásnak nevezte a 2013-as tornát.
Mark Sampson 2014 januárjában a Norvégia elleni 1–1-re végződő találkozón csapatkapitányként szavazott számára bizalmat és a 2015-ös világbajnokságra is az ő vezérletével utazott Kanadába a válogatott.
A vb-n bronzérmet szerzett Angliával, a norvégok ellen pedig megszerezte első világbajnoki gólját.
A Hollandiában rendezett Európa-bajnokságon három meccsen szerepelt, de az elődöntőben a házigazdák búcsúztatták Angliát. A 2019-es világbajnokságon a nyolcaddöntő 14. percében talált be a kameruni tizenegy hálójába, azonban ismét az elődöntőben szenvedtek vereséget a későbbi címvédő Egyesült Államok ellenében.

#### Nagy-Britannia
Mindhárom csoportmérkőzésén betalálva a negyeddöntőig vezette a brit válogatottat a 2012-es hazai rendezésű olimpiai játékokon.

## Magánélete
2018. június 21-én házasodott össze Stephen Darby labdarúgóval, akinél ez év szeptemberében motoneuron betegséget diagnosztizáltak.

## Sikerei

### Klubcsapatokban
Angol bajnok (3):
- Arsenal (2): 2011, 2012
- Manchester City (1): 2016

 Angol kupagyőztes (5):
- Arsenal (2): 2010–11, 2012–13
- Manchester City (3): 2016–17, 2018–19, 2019–20

 Angol ligakupa-győztes (7):
- Leeds United (1): 2009–10[21]
- Arsenal (3): 2011, 2012, 2013
- Manchester City (3): 2014, 2016, 2018–19

### A válogatottban
Anglia
- Világbajnoki bronzérmes: 2015
- Ciprus-kupa győztes (3): 2009, 2013, 2015[22]
- Ciprus-kupa ezüstérmes (1): 2014[23]
- SheBelieves-kupa győztes (1): 2019[24]